# Sporobolus stolzii
Sporobolus stolzii är en gräsart som beskrevs av Carl Christian Mez. Sporobolus stolzii ingår i släktet droppgräs, och familjen gräs. Inga underarter finns listade i Catalogue of Life.